# Paramphithoe hystrix
Paramphithoe hystrix är en kräftdjursart som först beskrevs av J. C. Ross 1835.  Paramphithoe hystrix ingår i släktet Paramphithoe och familjen Epimeriidae. Inga underarter finns listade i Catalogue of Life.